# Dekanat Gościęcin
Dekanat Gościęcin – jeden z 36 dekanatów w rzymskokatolickiej diecezji opolskiej.
W skład dekanatu wchodzi 8 parafii:
- parafia Wniebowzięcia Najświętszej Maryi Panny → Gościęcin
- parafia Nawiedzenia Najświętszej Maryi Panny → Grudynia Wielka
- parafia Św. Stanisława Biskupa i Męczennika → Naczęsławice
- parafia Św. Andrzeja i św. Jakuba → Pawłowiczki
- parafia Św. Jadwigi → Radoszowy
- parafia św. Małgorzaty Dziewicy i Męczennicy → Twardawa
- parafia Opatrzności Bożej → Ucieszków
- parafia Św. Walentego → Walce